# Juan de Zapata y Sandoval
Juan de Zapata y Sandoval, OSA (1545 – 9 de janeiro de 1630) foi um prelado católico romano que serviu como bispo de Santiago da Guatemala de 1621 a 1630 e bispo de Chiapas de 1613 a 1621.

## Biografia
Juan de Zapata y Sandoval nasceu no México e foi ordenado sacerdote na Ordem de Santo Agostinho  Em 13 de novembro de 1613, foi nomeado durante o papado do Papa Paulo V como bispo da Diocese de Chiapas. Recebeu a ordenação episcopal dias depois, em 23 de novembro, através de Dom Alfonso de la Mota y Escobar, Bispo de Tlaxcala. Em 13 de setembro de 1621, foi transferido pelo Papa Gregório XV para Santiago da Guatemala, onde serviu como bispo até sua morte.